# ¿Por qué no te callas?

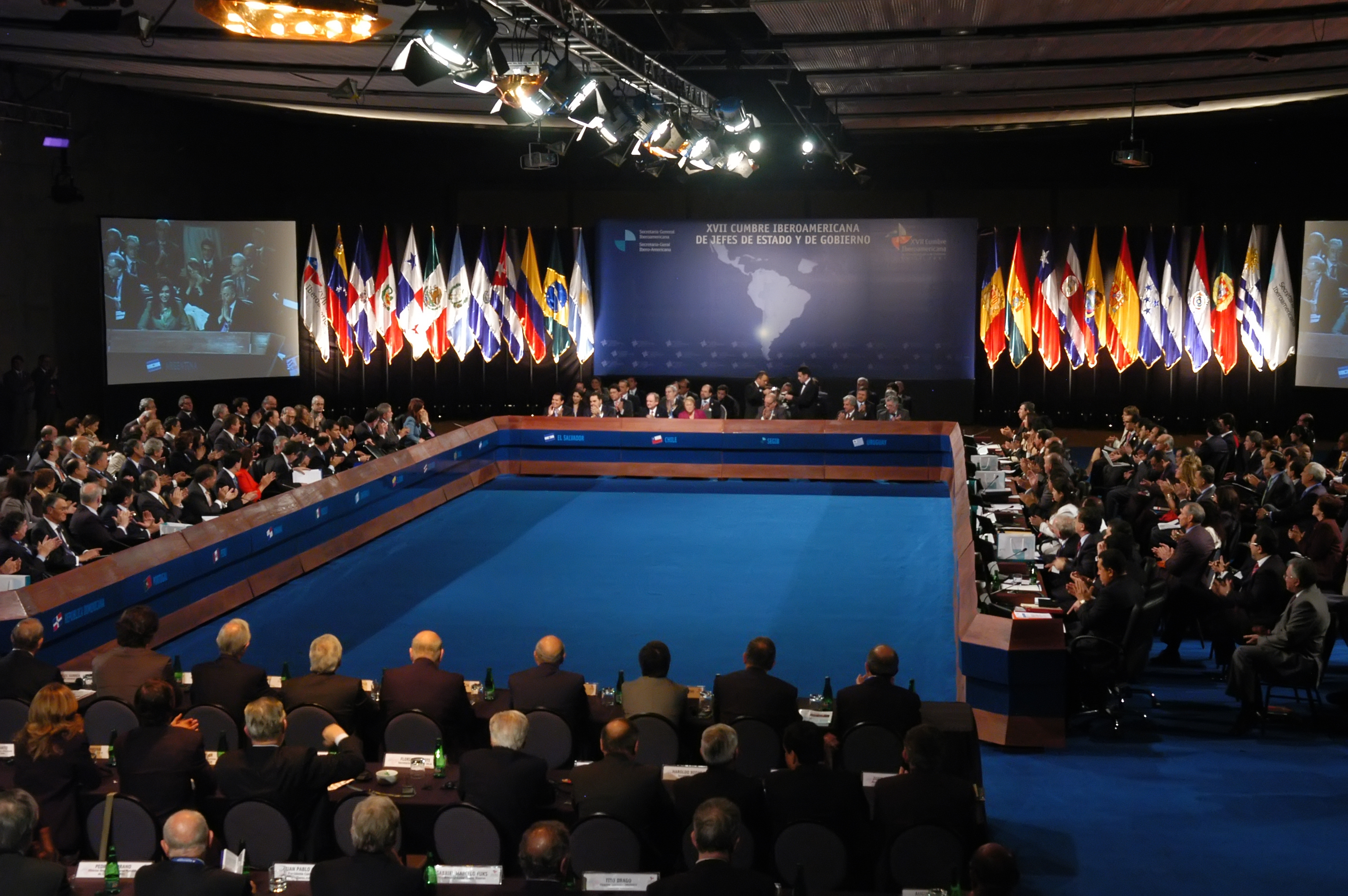
Der Iberoamerika-Gipfel 2007; der König, Zapatero und Chávez sitzen auf der rechten Seite.

¿Por qué no te callas? (Aussprache [poɾˈke no te ˈkaʎas]) ist ein Satz, den der damalige spanische König Juan Carlos I. während des Iberoamerika-Gipfels im Jahr 2007 in Santiago de Chile (Chile) zu Venezuelas Staatschef Hugo Chávez sagte, als dieser die Rede von Spaniens Premierminister José Luis Rodríguez Zapatero wiederholt unterbrach.

## Übersetzung
«¿Por qué no te callas?» bedeutet wörtlich übersetzt: „Warum schweigst du nicht?“ Diese spanische Redewendung gilt als rüde und kann sinngemäß mit „Warum hältst du nicht den Mund?“ oder „Warum hältst du nicht die Klappe?“ übersetzt werden.

## Vorgang
Bei dem Treffen am 10. November 2007 hatte Zapatero Chávez mit dem Hinweis verärgert, dass Lateinamerika für Finanzinvestoren attraktiver werden müsse, um die chronisch wachsende Armut zu bekämpfen, aber Chávez’ linke Politik Investoren von außerhalb abschrecke.
Chávez unterbrach danach wiederholt die Rede Zapateros und bezeichnete dessen Amtsvorgänger José María Aznar als „Faschisten“ und als „unmenschlicher als eine Schlange“. Zudem wurde Aznar von Chávez beschuldigt, an dem Putsch gegen ihn im Jahr 2002 mitgewirkt zu haben.
Zapatero antwortete, dass sein Vorgänger Aznar, dessen Politik er sonst kritisiert, vom spanischen Volk legal gewählt worden sei.
Obwohl Hugo Chávez’ Mikrofon in der Zwischenzeit abgestellt wurde, wiederholte er monoton seine Anschuldigungen. Der spanische König lehnte sich daraufhin vor und sagte zu Chávez «¿Por qué no te callas?» Er verwendete die Duz-Form te (das spanische Reflexivpronomen zu tú) statt des förmlichen se (Reflexivpronomen zu usted). Die Äußerung des spanischen Königs hatte einen Ordnungsruf durch die chilenische Präsidentin Michelle Bachelet zur Folge, die die Sitzung leitete.
Juan Carlos verließ den Sitzungssaal kurz darauf, als der nicaraguanische Präsident Daniel Ortega Spanien der Einmischung in die Wahlen in seinem Land beschuldigte und die Anwesenheit spanischer Energieunternehmen in Nicaragua kritisierte.
Die New York Times stellte in ihrer Beurteilung fest, dass der Zwischenfall „die fortwährend schwierigen Beziehungen zwischen Spanien und seinen früheren Kolonien“ verdeutliche.
Dem Time Magazine zufolge fühlte sich Chávez durch Zapateros Feststellungen provoziert, Lateinamerika benötige ausländisches Kapital, um die wachsende Armut zu bewältigen. Chávez halte den Kapitalismus für die Situation verantwortlich und sehe die Lösung einzig im Sozialismus und habe deswegen das Wortgefecht gegen „Aznar und anderen ‚Faschisten‘ des freien Marktes“ begonnen.
Beim EU-Lateinamerika-Gipfel 2008 übermittelte der spanische Regierungschef Zapatero eine versöhnliche Botschaft von Juan Carlos an Chávez. Im Juli 2008 kam es auf der Sommerresidenz des spanischen Königs in Palma zu einem Versöhnungstreffen zwischen Juan Carlos und Chávez. Hugo Chávez witzelte dabei bezugnehmend auf das heiße Wetter auf Mallorca, das ihn an die Karibik erinnere, mit der Frage «¿Por qué no vamos a la playa?» (deutsch: „Warum gehen wir nicht an den Strand?“).

## Popularität des Satzes
Unter Jugendlichen in Spanien und Lateinamerika erreichte der Satz Kultstatus. Schnell wurde ein Klingelton für Mobiltelefone mit diesem Satz in Umlauf gebracht; dieser wurde mit einem Reggaeton-Beat – einer sehr beliebten Musikrichtung in Lateinamerika und Spanien – unterlegt und war von nun an auf vielen Handys zu hören. Humoristen nahmen sich des Themas in kabarettistischer Weise an. In Argentinien wurde ein Format des TV-Senders Telefe nach diesem Satz benannt.